# Mātṛkā

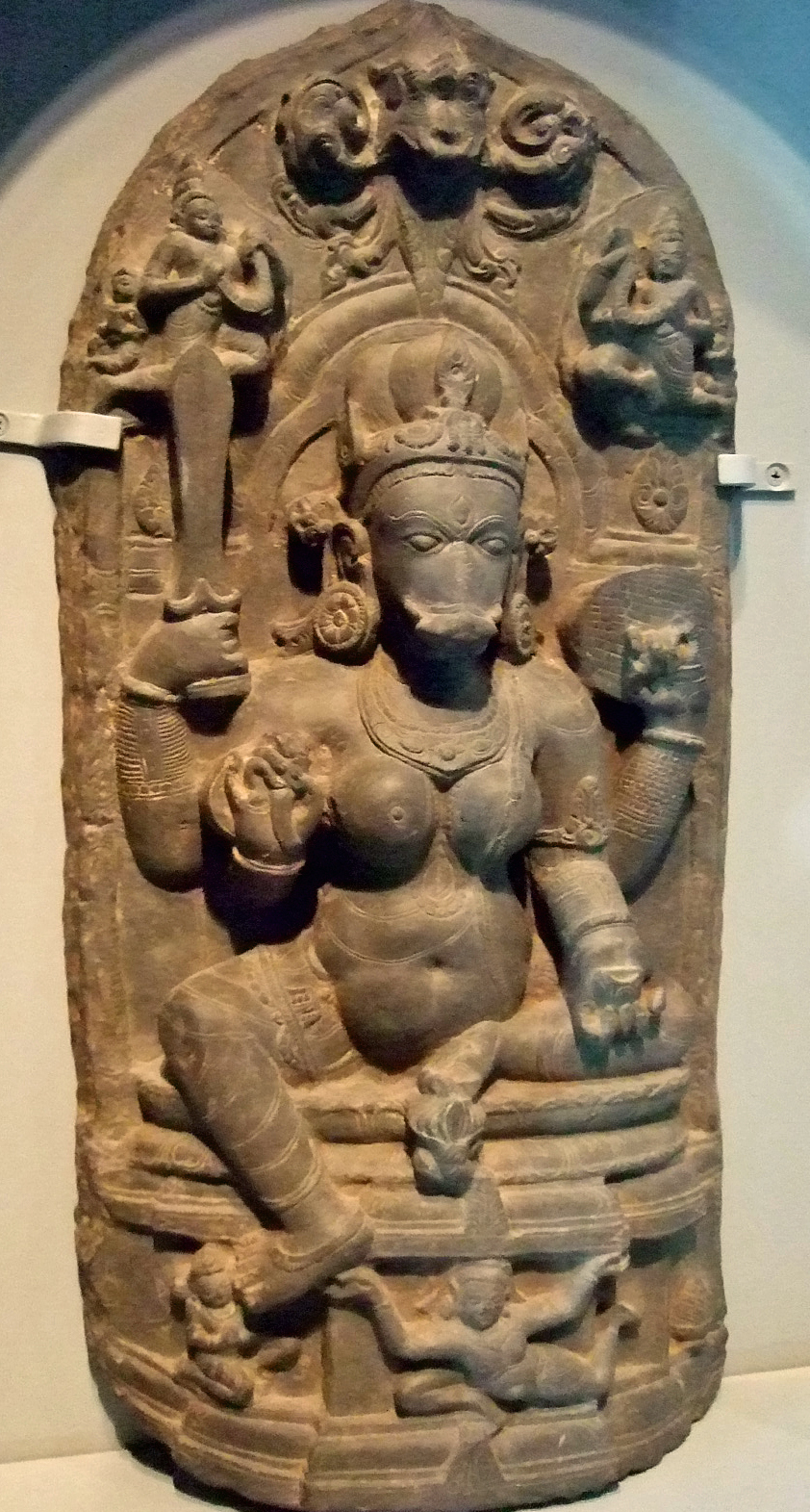
Varahi, una delle Mātṛkā

Le Mātṛkā (in sanscrito मातृका, lett. "Madre divina"), con grafia inglese Matrika, sono un gruppo di dee madri dell'Induismo, spesso raffigurate insieme, che rappresentano le diverse forme di Adi Paraśakti o i diversi poteri personificati di Mahādevī.
Le Mātṛkā, spesso rappresentate in gruppi di sette, sono chiamate Saptamātṛka (sanscrito: सप्तमातृका, lett. "sette madri"). Secondo i testi sacri, queste dee agiscono come aiutanti delle divinità maschili nella lotta contro i demoni. In alcune tradizioni, il gruppo include otto dee, denominate Aṣṭamātṛkā (sanscrito: अष्टमातृका, lett. "otto madri"). Il culto delle Saptamātṛka è prevalente nell'India meridionale, mentre le Aṣṭamātṛkā sono venerate in Nepal. Delle sette principali Mātṛkā, Brāhmaṇī è emersa da Brama, Vaiṣṇāvī da Visnù, Māheśvarī da Siva, Indrani da Indra, Kaumārī da Skānda, Varāhī da Vārāha e Cāmuṇḍā da Devī; inoltre vengono a volte incluse anche Nārasiṃhī e Vināyakī. Nella letteratura più antica, le sette Mātṛkā principali rappresentano la personificazione delle Pleiadi  e sono inoltre identificate con le sette vocali componenti la Vāc ("parola").
Le Mātṛkā assumono un significato fondamentale nel tantrismo. Nello śaktismo, sono descritte come "assistenti alla grande Śakti nella sua lotta con i demoni". Alcuni studiosi le considerano appartenenti allo scivaismo. Sono anche collegate al culto del dio guerriero Skānda. La maggior parte dei primi reperti attribuisce qualità negative alle Mātṛkā, che sono spesso pericolose: in questi testi sono dee temibili, che rapiscono e mangiano i bambini, oltre che simboli di pestilenza, febbre, fame e malattie infantili. Al fine di evitare questi mali, che conducevano a morte prematura tanti bambini, venivano spesso celebrati riti propiziatori. Nella mitologia successiva, le Mātṛkā assumono invece un ruolo protettivo, sebbene alcune delle loro caratteristiche funeste e selvagge persistano ancora. Pertanto, esse rappresentano sia l'aspetto prodigiosamente fecondo della natura che il suo aspetto distruttivo.

## Origini e sviluppo
Secondo Jagdish Narain Tiwari e Dilip Chakravati, le Mātṛkā esistevano già nel periodo vedico e nella civiltà della valle dell'Indo. A favore di questa teoria sono citati i sigilli con file di sette divinità o sacerdotesse femminili. Il Rigveda (IX 102.4) parla di un gruppo di sette Madri che controlla la preparazione di Soma, ma la prima chiara descrizione di queste figure appare in alcuni capitoli dell'epico Mahābhārata, risalente al I secolo d.C. Wangu ritiene che la descrizione di Mātṛkā nel Mahābhārata sia radicata nel gruppo di sette femmine raffigurate sui sigilli della valle dell'Indo. Si presumeva che le persone adorassero localmente queste dee, ad esempio erigendo sette santuari a sette dee madri venerate localmente, come descritto nel libro di Zimmer Heinrich The Art Of Indian Asia.

Nel V secolo, tutte queste dee furono incorporate nell'induismo ortodosso tradizionale come divinità tantriche. David Kinsley propone che le Matrika possano essere dee dei villaggi locali, non-ariane o almeno non-brahmaniche (induismo ortodosso), che furono assimilate nel pantheon. Egli cita due ragioni per la propria affermazione: in primo luogo, in Mahābhārata sono descritte come di colore scuro, capaci di parlare lingue straniere e che vivono in "aree periferiche"; secondariamente, esse sono associate con il dio non Brahmanico Skānda e suo padre, Siva, che sebbene sia Vedico ha attributi non Brahmanici. Sara L. Schastok suggerisce che le Mātṛkā potrebbero forse ispirarsi al concetto di Yakṣa, associato a Skānda e Kubera (entrambe spesso rappresentate con le Mātṛkā). Contrariamente alla teoria delle origini della valle dell'Indo, Bhattacharyya osserva:
 Il culto del Principio femminile era un aspetto importante della religione dravidica, il concetto di Shakti era parte integrante della loro religione [. . . ] Il culto della Saptamātṛka, o Sette Divine Madri, che è parte integrante della religione śakta, può essere di ispirazione dravidica. 
 Le Saptamātṛka erano in precedenza collegate a Skānda (Kumara) e, in tempi successivi, associate alla setta dello stesso Siva. Durante il periodo Kusana (dal I al III secolo d.C.), le immagini scultoree delle Matrika appaiono per la prima volta in pietra. Le immagini di Kushana si sono fuse con la credenza nell'adorazione di Bālagraha ("distruttori di bambini" illuminati) in relazione al concepimento, alla nascita, alle malattie e alla protezione dei bambini. La tradizione Bālagraha includeva il culto del bambino Skanda con le Mātṛkā. Le dee erano considerate personificazioni di pericoli, legate ai bambini e, quindi, erano pacificate dal culto. Le immagini di Kusana sottolineano le caratteristiche materne e distruttive delle Mātṛkā attraverso i loro emblemi e le loro armi. Sembrano essere un gruppo scultoreo indifferenziato ma si sviluppano in una rappresentazione iconografica standard e complessa durante il successivo periodo Gupta.
Nel periodo Gupta (dal III al VI secolo d.C.), le immagini popolari delle Mātṛkā divennero importanti nei villaggi. Varie divinità popolari protettrici dei soldati, tra cui le Mātṛkā, furono riconosciute dai sovrani di Gupta e le loro immagini furono scolpite su monumenti reali per rafforzare la lealtà e l'adesione delle forze armate. I re Gupta Skandagupta e Kumaragupta I (seconda metà del V secolo) fecero di Skānda (Kumara) il loro modello ed elevarono la posizione delle madri affidatarie di Skānda, le Mātṛkā, da un gruppo di dee popolari a dee di corte. Dal quarto secolo, la città di Parhari, Madhya Pradesh, aveva un santuario scavato nella roccia dedicato esclusivamente alle Saptamātṛka.
I re del Karnataka della dinastia Ganga occidentale (350-1000 d.C.) costruirono molti templi indù contenenti sculture delle Saptamātṛka e monumenti raffiguranti dettagli scultorei di Saptamātṛka. La presenza delle sculture di Mātṛka è ancora più pronunciata nel periodo Gurjara-Pratihara (VIII-X secolo d.C.) e Chandela (VIII-XII secolo d.C.). I Chalukya affermarono di essere stati allattati dalle Saptamātṛka. Era una pratica popolare collegare i lignaggi della famiglia reale del sud dell'India a un regno settentrionale dei tempi antichi. Durante il periodo Chalukya (dall'XI al XIII secolo), tutte le Mātṛka continuarono a figurare tra le sculture di divinità di questo periodo.

I Kadamba e i primi Chalukya del V secolo lodano le Mātṛka nei loro discorsi, in quanto le consideravano in grado di donare poteri speciali per sconfiggere i nemici. Nella maggior parte dei testi pertinenti, il loro numero esatto non viene specificato, ma gradualmente arrivano a cristallizzarsi in sette dee identificate come Mātṛka, anche se alcuni riferimenti indicano otto o addirittura sedici Mātṛka. Laura K. Amazzone cita:
 L'incoerenza nel numero di Mātṛka trovate nella valle [dell'Indo] oggi (sette, otto o nove) forse riflette la localizzazione delle dee […] Sebbene le Mātṛka siano per lo più raggruppate come sette dee nel resto del subcontinente indiano, un'ottava Mātṛka è stata aggiunta in Nepal per rappresentare le otto direzioni cardinali. A Bhaktapur, una città nella valle di Kathmandu, una nona Mātṛka viene aggiunta all'insieme per rappresentare il centro.

## Iconografia

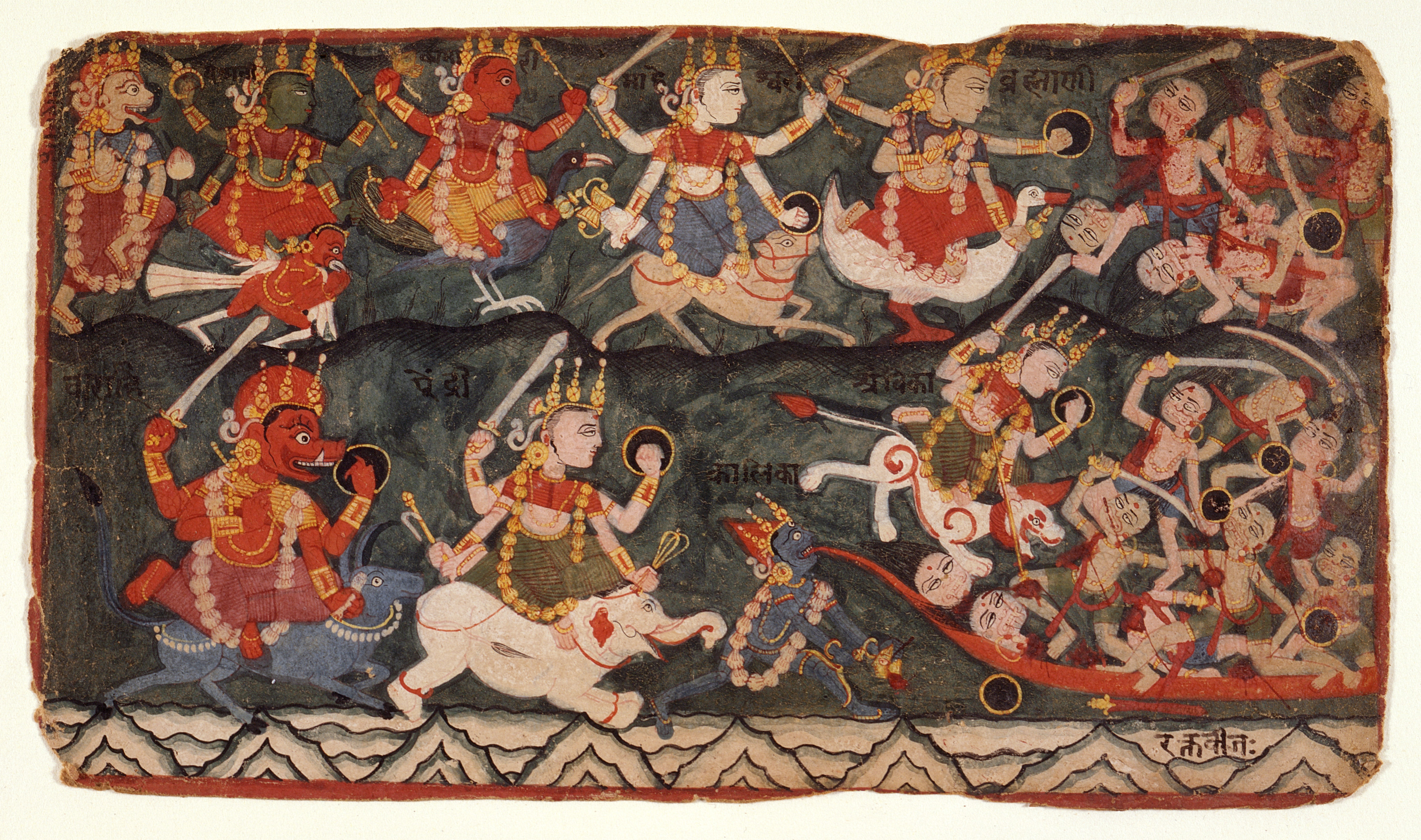
La Dea Ambika (identificata con Durga o Chandi) in testa alle Otto Matrika in battaglia (fila in alto, da sinistra) Narasinhmi, Vaishnavi, Kaumari, Maheshvari, Brahmani. (fila in basso, da sinistra) Varahi, Aindri e Chamunda o Kali contro il Rakshasa Raktabija. Un foglio di Devi Mahatmya.

Le caratteristiche iconografiche delle Matrika sono state descritte nelle scritture indù come Mahabharata, Purana, Varaha Purana, Agni Purana, Matsya Purana, Vishnudharmottara Purana e Devi Mahatmya (parte del Markandeya Purana ) e anche negli Agama come il Amsumadbhedagama, il Surabhedagama, il Purvakarnagama e il Rupamandana.

### Le Ashta-Matrika come descritte nella Devi Mahatmya[39]
1. Brahmani (sanscrito, Brahmâṇī ) o Brahmi (sanscrito, Brāhmī ) rappresenta la Shakti (potenza) del dio creatore Brahma. È raffigurata di colore giallo, con quattro teste e con quattro o sei braccia. Come Brahma, può tenere un rosario o un cappio in una mano e un kamandalu (un vaso d'acqua) o un gambo di loto o un libro o una campana nell'altra. Viene rappresentata seduta su un hamsa (identificato con un cigno o un'oca) come suo vahana (cavalcatura o veicolo) o su un loto con l'hamsa raffigurato suo stendardo. Indossa vari ornamenti e si distingue per la sua corona a forma di cesto chiamata karaṇḍa mukuṭa .
2. Vaishnavi (sanscrito,Vaiṣṇavī), il potere del dio-conservatore Vishnu, è descritta seduta sul Garuda (uomo-aquila) e con quattro o sei braccia. Tiene Shankha (conchiglia), chakra (disco), mazza e loto e arco e spada; in alternativa due braccia sono in varada mudra (gesto di benedizione della mano) e abhaya mudra (gesto della mano "senza-paura"). Come Vishnu, indossa una corona cilindrica chiamata kiriṭa mukuṭa ed è pesantemente ornata da collane, cavigliere, orecchini e braccialetti.
3. Maheshvari (sanscrito, Māheśvarī ), nota anche come Maheshvara, o con i nomi Raudri, Rudrani, Maheshi e Shivani derivati dai nomi di Shiva Rudra, Mahesha e Shiva, rappresenta il potere di quest'ultimo. Maheshvari è raffigurata seduta su Nandi (il toro) e ha quattro o sei mani. La dea, Trinetra (avente tre occhi) e di carnagione bianca, tiene una Trishula (tridente), Damaru (tamburo), Akshamala (una ghirlanda di perline), Panapatra (vaso per bere) o un'ascia o un'antilope o un kapala (ciotola del cranio) o un serpente. Essa è adornata con bracciali a serpente, la falce di luna e la jaṭā mukuṭa (un copricapo formato da capelli accatastati e arruffati).
4. Indrani (sanscrito, Indrāṇī ), nota anche come Aindri, (sanscrito, Aindrī ), Mahendri e Vajri, rappresenta il potere di Indra, il Signore dei cieli. Seduta su un elefante, Aindri, è raffigurata dalla pelle scura, con due o quattro o sei braccia. È raffigurata con due o tre o, come Indra, mille occhi. È armata con Vajra (fulmine), pungolo, cappio e gambo di loto. Adornata con una varietà di ornamenti, indossa la kiriṭa mukuṭa.
5. Kaumari (sanscrito, Kaumarī ), nota anche come Kumari, Kartiki, Karttikeyani e Ambika,[40] rappresenta il potere di Kumara (Kartikeya o Skanda), il dio della guerra. Kaumari cavalca un pavone e ha quattro o dodici braccia. Tiene una lancia, un'ascia, una Shakti (potere) o Tanka (monete d'argento) e un arco. A volte è raffigurata a sei teste come Kumara e indossa la corona cilindrica. Nel Tamil Nadu, Karumari Amman è una divinità adorata in molti templi.
6. Varahi (sanscrito,  Vārāhī ) o Vairali è descritta come il potere di Varaha - la forma a testa di cinghiale di Vishnu. Ha in mano un Danda (verga di punizione) o aratro, pungolo, un Vajra o una spada e un Panapatra. A volte porta una campana, un chakra, una chamara (una coda di yak) e un arco. Indossa una corona chiamata karaṇḍa mukuṭa con altri ornamenti.
7. Chamunda (sanscrito,  Cāṃuṇḍā ), nota anche come Chamundi e Charchika, rappresenta il potere di Devī (Chandi). Viene spesso identificata con Kali alla quale è simile in aspetto e abitudini.[41] L'identificazione con Kali è esplicita in Devi Mahatmya.[42] Chamunda è scura di pelle e indossa una ghirlanda di teste o teschi recisi (Mundamala) mentre tiene in mano un Damaru (tamburo), una trishula (tridente), una spada e un pānapātra (recipiente per bere). In sella a uno sciacallo o in piedi su un cadavere di un uomo (shava o preta), viene descritta con tre occhi, una faccia terrificante e una pancia infossata.
8. Pratyangira (sanscrito, Nārasiṃhī ), nota anche come Narasimhika, rappresenta il potere di Narasimha (forma di leone-uomo di Vishnu). È una dea donna-leone che getta le stelle in disordine scuotendo la criniera di leone.

Sebbene le prime sei siano accettate all'unanimità dai testi, il nome e le caratteristiche della settima e dell'ottava Matrika sono contestati. In Devi-Mahatmya viene omessa Chamunda, mentre tra le sculture nei santuari o nelle grotte e nel Mahabharata è Narasimhi ad essere omessa. Il Varaha Purana considera Yami, la Shakti di Yama, come la settima Matrika, e Yogishwari come l'ottava Matrika, quest'ultima creata dalle fiamme che emergono dalla bocca di Shiva. In Nepal, l'ottava Matrika si chiama Maha Lakshmi o Lakshmi viene aggiunta omettendo Narasimhi. Nelle liste di nove Matrika, Devi-Purana menziona Gananayika o Vinayaki - la Shakti di Ganesha, caratterizzata dalla sua testa di elefante e dalla capacità di rimuovere ostacoli come Ganesha e Mahabharavi, omettendo Narasimhi. Il potere femminile Shakti di Lord Matasya è inclusa a volte nell'India centrale. Devi Bhagwatam menziona altre due Matrika: Varuni (shakti di Varuna) e Kauberi (shakti di Kubera).

## Leggende

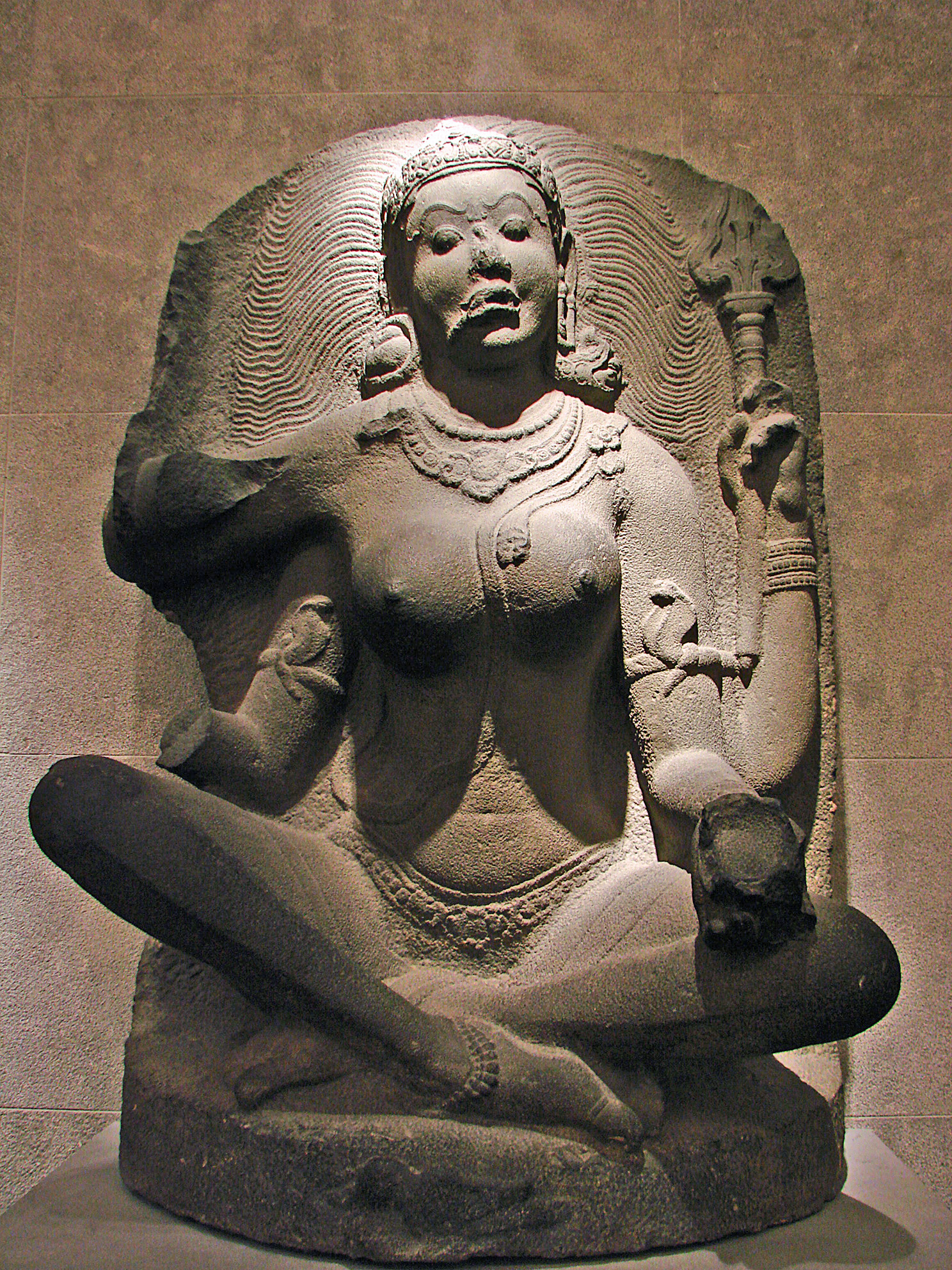
Statua di Chola in granito del IX-X secolo di Matrika Maheshvari, vista con un tridente in mano, ornata da ornamenti di serpente e il suo vahana (monte), il toro Nandi è visto sul suo sedile - Musée Guimet, Parigi.

Esistono diversi testi puranici relativi all'origine delle Matrika. Matsya Purana, Vamana Purana, Varaha Purana, Kurma Purana e Suprabhedagama contengono riferimenti alle Matrika, e questo conferma la loro antichità.
Secondo la storia di Shumbha-Nishumbha di Devi Mahatmya, le Matrika appaiono come Shaktis dai corpi degli dei - Brahma, Shiva, Skanda, Vishnu, Indra; avendo una forma di ciascuno, si avvicinò a Chandika (identificato con Devi) con qualsiasi forma, ornamenti e veicolo posseduto dal dio. In quella forma, massacrano l'esercito dei demoni. Pertanto, le Matrika sono dee del campo di battaglia. Sono descritte come assistenti di Durga con caratteristiche sia sinistre che propizie. Dopo la battaglia, le Matrika ballano ubriache del sangue della loro vittima. Questa descrizione è ripetuta con piccole variazioni in Devi Bhagavata Purana e Vamana Purana. Devi-Bhagavata Purana menziona altre tre dee, Shakti di altri dei oltre a Saptamatrika che formano un gruppo di dieci Matrika.
Secondo un episodio successivo di Devi Mahatmya, Durga creò le Matrika da se stessa e con il loro aiuto massacrò l'esercito di demoni. In questa versione, Kali è una Matrika che succhia tutto il sangue del demone Raktabija. In questo testo, a Kali viene dato l'appellativo di Chamunda. Quando il demone Shumbha sfida Durga a combattimento, assorbe le Matrika in se stessa e dice che sono le sue diverse forme. Anche nella Vamana Purana, le Matrika derivano da diverse parti della Devi e non dagli dei maschili, sebbene siano descritte secondo le caratteristiche delle divinità maschili e ne prendano i nomi.
A Matsya Purana, Shiva creò sette Matrika per combattere il demone Andhaka, che aveva la capacità di duplicarsi da ogni goccia di sangue che cadesse dalle sue ferite. Le Matrika bevono il suo sangue e aiutano Shiva a sconfiggere il demone. Dopo la battaglia, le Matrika iniziano una furia di distruzione iniziando a divorare altri dei, demoni e popoli del mondo. Narasimha, l'incarnazione uomo-leone di Vishnu, crea una schiera di trentadue dee benigne che calmano le terribili Matrika che sputano fuoco. Narasimha comandò alle Matrika di proteggere il mondo, invece di distruggerlo e quindi cominciarono a essere adorate dall'umanità. Alla fine dell'episodio, la terribile forma di Shiva, Bhairava, è racchiusa nelle immagini delle Matrika nel luogo in cui ebbe luogo la battaglia. Questa storia è raccontata in Vishnudharmottara Purana. Vishnudharmottara Purana le collega ulteriormente con vizi o emozioni infauste come invidia, orgoglio, rabbia ecc.
In Varaha Purana, sono create dalla mente distratta della dea Vaishnavi, che perde la sua concentrazione mentre ascende. Sono descritte come adorabili e si comportano come le assistenti delle dee sul campo di battaglia. In Bhagavata Purana, quando vengono arruolati gli esseri creati da Vishnu; le Matrika sono elencate con Rakshasa (demoni), Bhuta (fantasmi), preta, dakini e altri esseri pericolosi. Nello stesso testo, le lattaie offrono una preghiera per la protezione del dio-dio Krishna dalle Matrika.
La Devi Purana (6°- X secolo) menziona un gruppo di sedici Matrika e altri sei tipi di Matrika menzionate, oltre alle Saptamatrika. Presenta la Loka-matara (madri del mondo), un termine usato nel primo capitolo del Mahabharata. Gentili con tutte le creature, si dice che le Matrika risiedano in vari luoghi a beneficio dei bambini. Il testo descrive paradossalmente le Matrika come create da vari dei come Brahma, Vishnu, Shiva, Indra e come loro madri. Devi Purana descrive un pentade di Matrika, che aiuta Ganesha a uccidere i demoni. Inoltre, il saggio Mandavya è descritto come adorare le Māṭrpaňcaka (le cinque madri) di nome Ambika (Kaumari), Rudrani, Chamunda, Brahmi e Vaishnavi e che sono stati stabiliti da Brahma; per aver salvato il re Harishchandra dalle calamità. Le Matrika aiutano il saggio a eseguire il culto di Māṭrchakra (interpretato come Yantra o Mandala o un santuario circolare per le Matrika), istituito da Vishnu sui monti Vindhya, con sacrificio rituale.

### Mahabharata

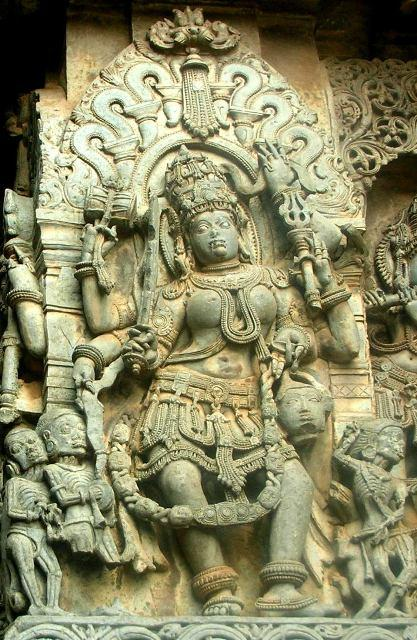
Una scultura di Hoysala di Chamunda, Halebidu. Circondata da scheletri, la dea ha grandi unghie e denti sporgenti e indossa una ghirlanda di teschi.

Il Mahabharata narra in diversi capitoli della nascita del dio guerriero Skanda (figlio di Shiva e Parvati ) e la sua associazione con le Matrika - le sue madri adottive.
In una versione, Indra (re degli dei) invia le dee chiamate "madri del mondo" per ucciderlo. Tuttavia, vedendo Skanda, seguono invece il loro istinto materno e lo allevano. Nel capitolo Vana-parva sono menzionati le Saptamatrika. Più tardi nel Mahabharata; quando iniziò l'assimilazione di queste dee indigene nel pantheon brahmanico, un gruppo standard di sette dee - le Saptamatrika, le Shakti o i poteri degli dei Brahmanici sono chiamate Brahmi, Maheshvari, Kumari, Vaishnavi, Varahi, Indrani e Chamunda.
In altri resoconti della nascita di Skanda a Mahabharata, otto feroci dee emergono da Skanda, quando viene colpito dal Vajra (fulmine) d'Indra. Queste sono Kāki, Halimā, Mālinī, Bṛhalī, Āryā, Palālā e Vaimitrā, che Skanda accettò come sue madri, che rubarono altri bambini - una caratteristica delle Matrika.
Un altro racconto menziona le Maha-matrika (le grandi madri), un gruppo di mogli di sei saptarishis (6 grandi saggi), che furono accusate di essere le vere madri di Skanda e quindi abbandonate dai loro mariti. Chiedono a Skanda di adottarle come sue madri. Skanda accetta e concede loro due vantaggi: essere adorate come grandi dee e il permesso di tormentare i bambini che hanno al massimo 16 anni e quindi fungere da loro protettori. Queste sei dee così come le Saptamatrika sono identificate o associate con le Krittika vediche, la costellazione delle Pleiadi.
Lo Shalya Parva del Mahabharata menziona le caratteristiche di una schiera di Matrika, che servono Skanda. Novantadue di loro hanno un nome, ma il testo dice che ne esistono di più. Lo Shalya Parva le descrive come giovani, allegre, la maggior parte belle ma con caratteristiche pericolose come unghie lunghe e denti grandi. Si dice che combattano come Indra nelle battaglie, invocando il terrore nella mente dei nemici; parlano lingue straniere diverse e vivono in luoghi inaccessibili, lontano da insediamenti umani, come crocevia, grotte, montagne, sorgenti, foreste, sponde di fiumi e terreni di cremazione. La più nota in questa lista di Matrika è Putana, una dea che ha cercato di uccidere il bambino Krishna (un'incarnazione di Vishnu) allattandolo con latte avvelenato al seno e, per questo, uccisa da Krishna.

## Raffigurazioni

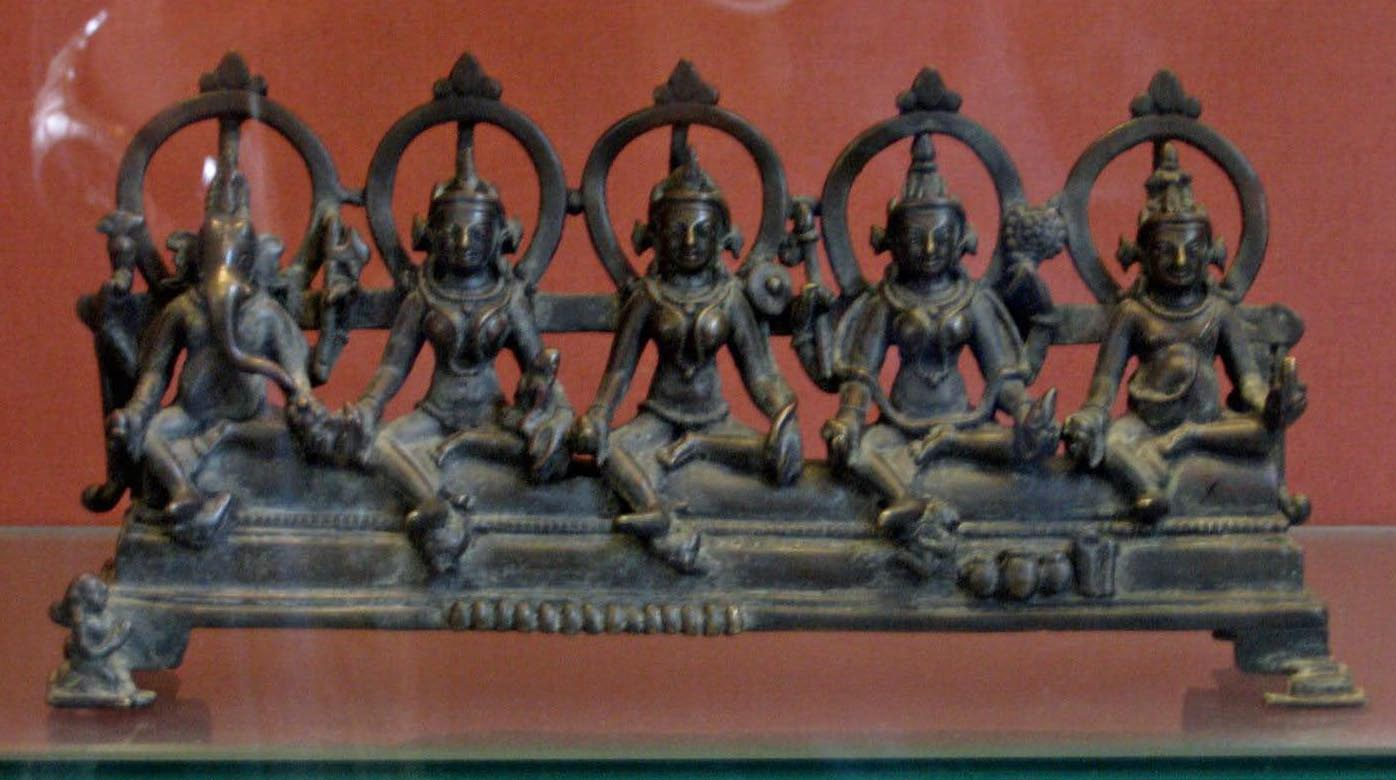
Gruppo di bronzo con (da sinistra) Ganesha; Brahmi, Kumari, Vaishnavi - le 3 Matrika, e Kubera prese al British Museum; Originario dell'India orientale, dedicato al 43 ° anno di regno del re Pala Mahipala I (circa 1043 d.C.)

Le narrazioni scritte delle Matrika è generalmente spaventosa e feroce. Nel Mahabharata, tutte e sette le madri sono descritte come fatali o sono una minaccia per i feti o neonati. Esse vivono in alberi, incroci, grotte e giardini funebri e sono terribili e belle. A differenza di ciò, nelle rappresentazioni scultoree, sono raffigurate in modo molto diverso, protettrici e madri benevole. Sono armate con le stesse armi, indossano gli stessi ornamenti, cavalcano gli stessi vahanas e portano gli stessi stendardi delle corrispondenti divinità maschili.
Le Saptamatrkas sono generalmente scolpite in rilievo su una lastra di pietra rettangolare in quest'ordine: Brahmani, Maheshvari, Kumari, Vaishnavi, Varahi, Indrani e Chamunda, affiancati da due figure maschili - una terribile forma di Shiva (Virabhadra) e suo figlio Ganesha in entrambi i lati (il primo alla loro destra, l'altro alla loro sinistra). Pertanto, le Matrika sono considerati dee sivaite. Sono spesso raffigurate sull'architrave della porta principale del tempio di Shiva - principalmente nella regione di Jaunsar-Bawar, con le loro rispettive cavalcature a formare il piedistallo. A volte, sono accompagnate dalla coppia Uma-Maheshvara ( Parvati e Shiva). Il primo esempio del loro ritratto con Uma-Maheshvara è a Desha Bhattarika, in Nepal, sebbene ora le immagini delle Matrika siano scomparse. L'autore sanscrito del XII secolo Kalhana, menziona il culto delle Matrika con Shiva in Kashmir, nella sua opera Rajatarangini .

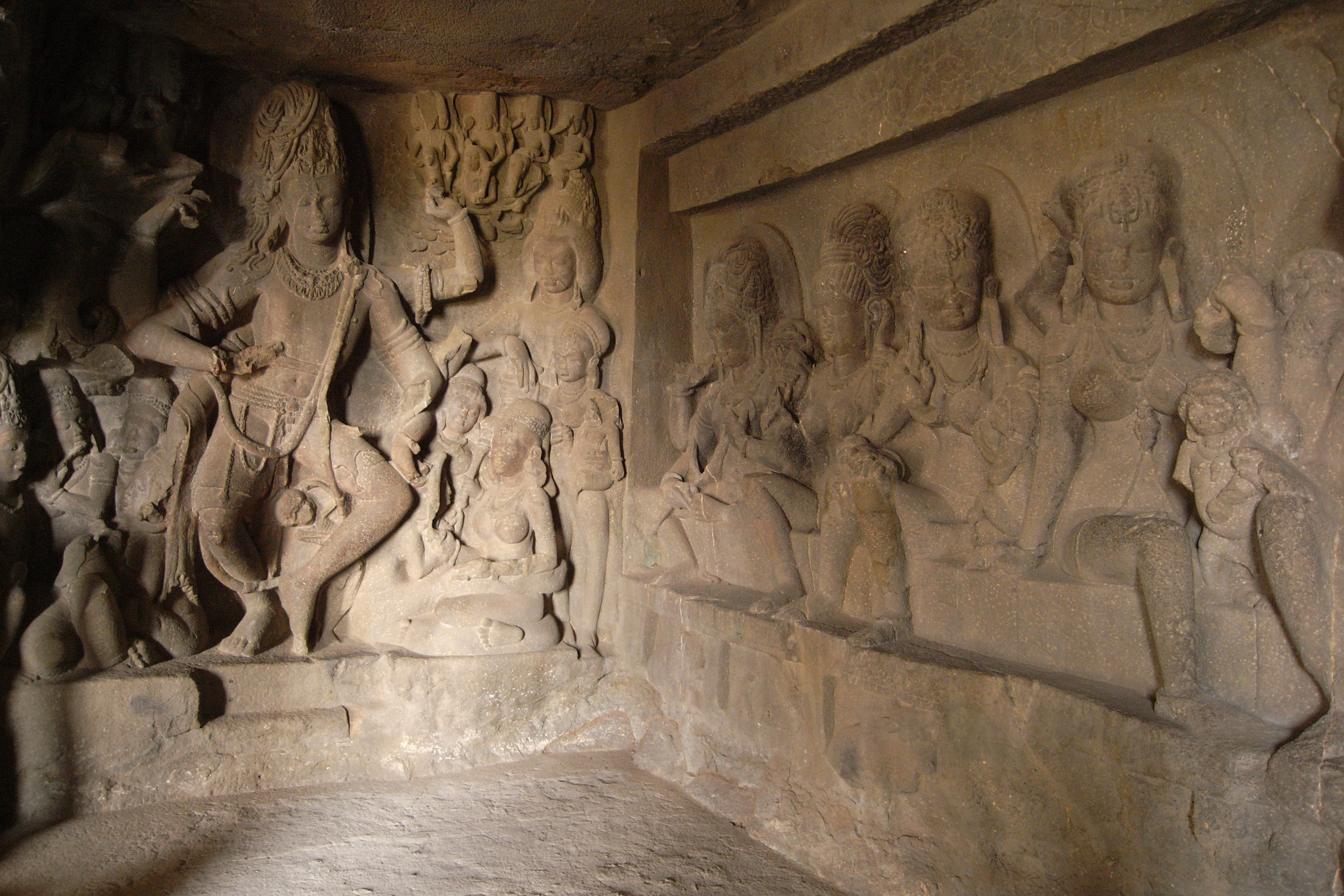
Nataraja –Shiva (a sinistra) con Virabhadra e le prime tre Matrika. Le Matrika sono raffigurate con dei bambini - Ellora

Vicino alla grotta Shiva a Udayagiri, Bhopal, ci sono tre pannelli raffiguranti le Saptamatrika. Sono anche raffigurati nelle grotte Shaiva di Elephanta ed Ellora (Grotte 21, 14, 16 e 22). Nella grotta Rameshvara del sesto secolo (Grotta 21) a Ellora, "Con il fantastico aspetto completamente represso, le matrika sono raffigurate come benigne e sono venerate con elogi. Adolescenti sensuali, eleganti, tenere, belle, sono altezzose e grandiose per antonomasia la madre." Karrtikkeyi (Kumari) è raffigurata con un bambino in grembo e persino Varahi è raffigurata con una testa umana, piuttosto che il solito cinghiale. Nella grotta Ravana-ka-kai (Grotta 14), ciascuna delle matrika ha un bambino. Nel tempio Kailash dell'ottavo secolo (grotta 16) - dedicato a Shiva - del periodo Rashtrakuta, le Matrika compaiono sul confine meridionale del tempio. Man mano che l'influenza del Tantra aumentava, l'area della fertilità e le parti superiori del corpo nelle sculture delle Matrika erano usurate.
In ciascuna delle quattro raffigurazioni di Ellora, le matrika sono accompagnate da Virabhadra, Ganesha e anche alla loro sinistra (dietro a Ganesha) da Kala (personificazione del Tempo o della Morte). La presenza di Kala nella forma di uno scheletro, sembra indicare l'aspetto più oscuro della natura delle matrika. Ad Osian, le Matrika sono affiancate da Ganesha e Kubera (il tesoriere degli dei e un devoto di Shiva) mentre Virabhadra siede al centro del gruppo. Nell'arte di Gupta e post Gupta, come nelle grotte di Shamalaji del VI secolo, le Matrika sono accompagnate dal figlio di Shiva Skanda.

## Associazioni

### Yogini

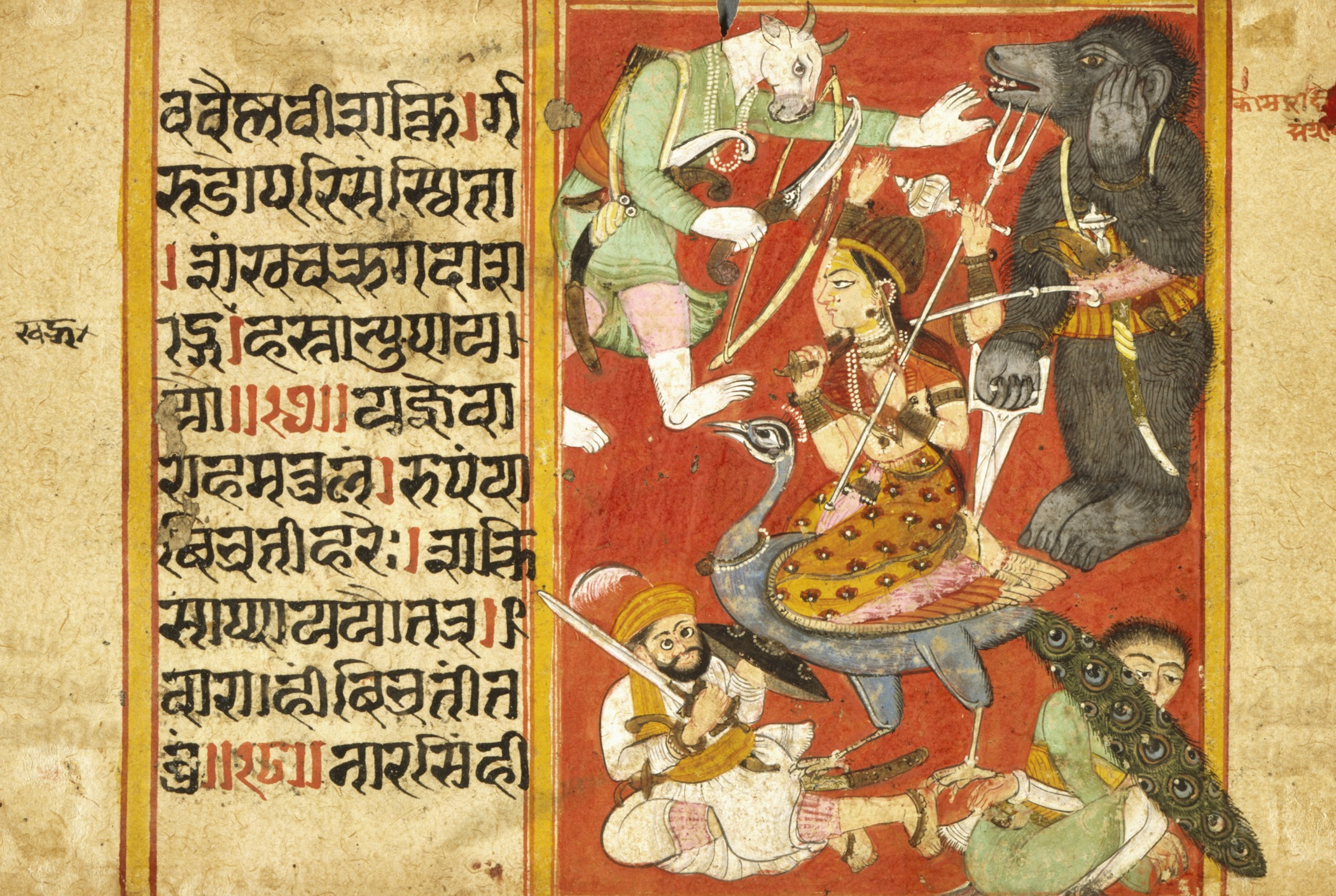
Kaumari, foglio di Devi Mahatmya.

Spesso le Matrika sono confuse con le Yogini, un gruppo di sessantaquattro od ottantuno dee tantriche. Nella letteratura sanscrita le Yogini sono state rappresentate come le assistenti o varie manifestazioni della dea Durga impegnate nella lotta con i demoni Shumbha e Nishumbha, e le principali Yogini sono identificate con le Matrika. Altre Yogini sono descritte come nate da una o più Matrika. La derivazione di sessantaquattro Yogini da otto Matrika divenne una tradizione comune a metà dell'XI secolo. Il Mandala (cerchio) e il chakra delle Yogini sono state usate in alternativa. Le ottantuno Yogini si evolvono da un gruppo di nove Matrika, anziché sette o otto. Le Saptamatrika (Brahmi, Maheshvari, Kumari, Vaishnavi, Varahi, Indrani e Chamunda) unite a Chandika e Mahalakshmi formano il gruppo di nove Matrika. Ogni Matrika è considerata una Yogini ed è associata ad altre otto Yogini che compongono il gruppo di ottantuno (nove volte nove). Pertanto, le Yogini sono considerate manifestazioni o figlie delle Matrika.
Le yogi occupano anche un posto importante nel Tantra, uno dei loro principali templi in India si trova a " Ranipur-Jharial " e nel tempio "Chaushathi Jogini " (le 64 yoginis) vicino a Bhubaneswar, Odisha . L'ascesa del culto delle Yogini è anche analoga all'ascesa del culto delle Matrika. Bhattacharyya lo riassume così: "La crescente importanza dello Shaktismo [delle matrika e delle yogi nel primo millennio CE] le portò in una posizione di rilievo e distribuì il loro culto in lungo e in largo. [. . . ] Anche il primitivo culto Yogini è stato ripreso grazie alla crescente influenza del culto delle Sette Madri."

## Culto

### In India

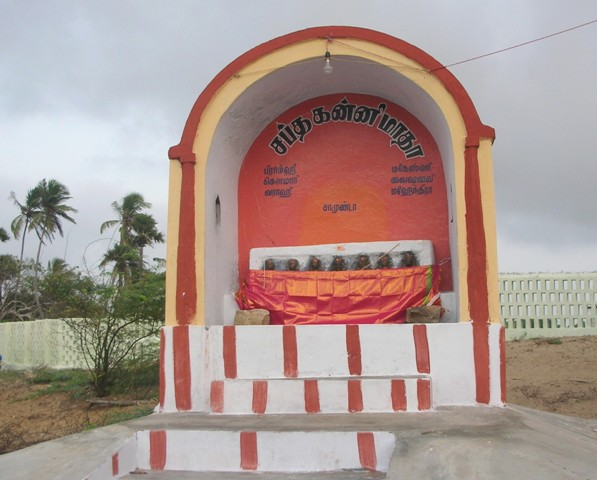
Santuario delle "Sette Madri" nel distretto di Ramanathapuram, Tamil Nadu.

Secondo Leslie C. Orr, la Saptamatrika, che apparve per la prima volta nell'India meridionale nell'ottavo secolo, aveva dedicato i templi esclusivamente a loro, ma dal IX secolo in poi, furono degradate allo status di "divinità dell'entourage" (parivara devata) di Shiva. Le loro immagini si sono spostate dai santuari agli angoli dei templi e ora sono divinità custodi nei santuari dei piccoli villaggi. Le Saptamatrika sono venerate come Saptakanyakas (le ninfe celesti) nella maggior parte dei templi Shiva dell'India meridionale. Ma il tempio Selliyamman ad Alambakkam nel distretto di Tiruchirapalli (nel 1909 chiamato distretto di Trichonopoly) ha un importante culto delle Matrika. Qui una volta sorgeva un tempio dedicato alla Saptamatrika, che fu sostituito dall'attuale tempio.
In India, i santuari delle Saptamatrika si trovano nel "deserto", di solito vicino a laghi o fiumi, e sono fatti di sette pietre colorate di vermiglio. Si ritiene che le Matrika uccidano feti e neonati a meno che non siano pacificate con raffinatezze nuziali e preghiere da donne. Devdutt Pattanaik afferma: "Il culto delle sette madri si trova in tutta l'India. Le donne incinte e le madri che allattano le adorano. Quando queste dee sono arrabbiate, rendono sterili le donne e colpiscono i neonati con febbri fatali. Quando sono placate, assicurano la salute e la felicità dei bambini. " Un importante tempio Saptamatrika si trova vicino al fiume Baitarani, a Jajpur.
Le immagini di Saptamatrika sono venerate dalle donne a Pithori - giorno della luna nuova, con le 64 yogi rappresentate da immagini di farina di riso o noci supari. Le dee sono venerate con offerte cerimoniali di frutta, fiori e mantra.

### In Nepal
Le Matrika funzionano sia come protettori della città che individuali, sia dell'induismo che del buddismo. Le Astha matrika sono considerate Ajimas (le dee della nonna, che sono temute come portatrici di malattie e sventure oltre a fungere da protettrici) nel pantheon di Newar. I templi (pithas) della ashta matrika costruiti a Kathmandu e nei dintorni sono considerati potenti luoghi di culto.
I pitha sono di solito santuari all'aperto, ma possono anche essere strutture chiuse. In queste pitha, le Matrika sono venerate dai loro seguaci ( gana) in forma di statue di pietra o pietre naturali, mentre nelle docheoche (case di dio) in città e villaggi, sono rappresentati in immagini in ottone. Le immagini in ottone ( utsav-murtis ) vengono fatte sfilare in città e posizionate nei rispettivi pitha una volta all'anno. Come Vishnudharmottara Purana, le Matrika sono considerate come un vizio e sono adorate con un pithapuja (un pellegrinaggio intorno ai pitha ) per liberarsi da loro. Sebbene ogni pitha sia principalmente dedicato a una Matrika, anche le altre Matrika sono venerate come divinità subordinate. Si dice che i pitha, "teoricamente situati ai confini esterni della città", formino un mandala protettivo intorno alla città e aiutino un certo punto cardinale. In altri templi come quelli dedicati a Pacali Bhairava, le Asthamatrika sono venerate come un cerchio di pietre.  A Bhaktapur, le Ashtamatrika sono credute le divinità conservatrici della città a guardia delle otto direzioni geometriche. Mary Sluser dice "Non solo le Mātṛkās custodiscono i punti cardinali ma sono anche considerate reggenti del cielo". A volte, sono associate all'Ashta Bhairava (Otto aspetti di Bhairava) e scolpite sui tetti o sulle terrazze dei templi. I buddisti nepalesi adorano le Matrika come descritto in Dharanisamgrahas .
Il re Malla del Nepal, Srinivasa Malla, costruì il Patan durbar (corte) nel 1667 d.C. e si ritiene che abbia visto le Matrika danzare nel durbar una notte. Il re ordinò che l'Ashta-matrika fosse adorato durante l'Ashwin Navaratri e che il costo fosse a carico del durbar. L'usanza continua ancora oggi. Un altro festival Ghorajatra è celebrato a Patan con sacrifici di animali alle Matrika.
Nella valle di Kathmandu in Nepal, le Ashta-matrika con una dea del villaggio centrale sono venerate come protettrici della città. Sono identificate con i guardiani delle direzioni (digpala), dei luoghi (lokapala) o delle terre (kshatrapala), saziate dal sacrificio di sangue. I buddisti newar associano le Matrika a 24 qualità umane, che possono essere padroneggiate visitando tre serie di otto Matrika pitha.

### Culto tantrico

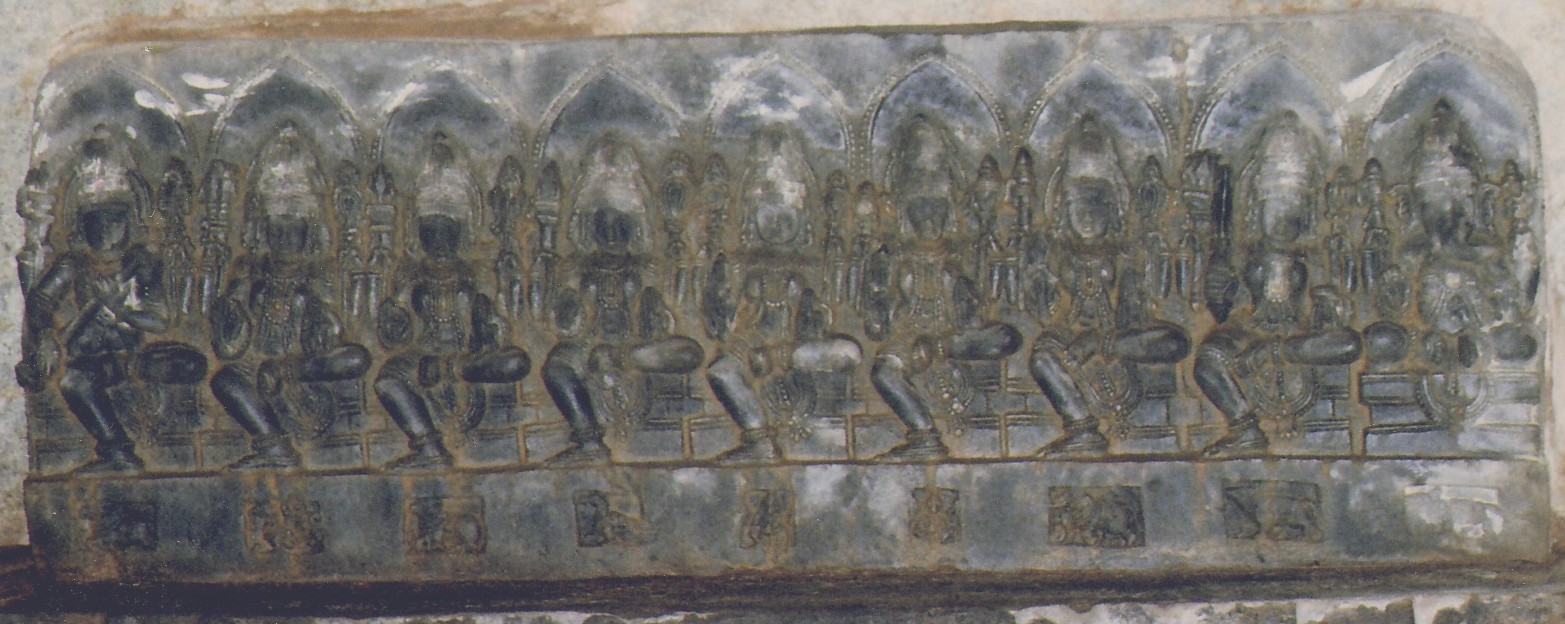
Veerabhadran, Brahmani, Vaishnavi, Maheswari, Kaumari, Varahi, Indrani, Chamundi e Ganesha nel tempio Panchalingeshvara a Karnataka.

L'autore sanscrito Banabhatta del VII° secolo, menziona la propiziazione delle Matrika da parte di un asceta tantrico nella sua Harshacharita. Il testo menziona l'uso di māṭrmandala (mandala delle Matrika) o Yantra insieme a uno speciale anusthana (rituale) per curare il re malato. Il testo descrive "giovani nobili [..] (del re) che si bruciano con lampade per propiziare le Matrika in un tempio dedicato alle Matrika ( maṭṛ-gṛha ). Il Kadambari di Banabhatta, il Cārudatta di Bhasa, il Mrichakatika di Shudraka menzionano le offerte rituali di cibo e santuari alle Matrika negli incroci . Altre offerte includono fiori e vestiti, carne e vino. Opere tantriche come Tantrarāja-Tantra e Kulacūḍāmaṇi discutono del culto delle Matrika come Shakti o lettere dell'alfabeto. Un processo di questa adorazione, Matrika-nyasa ( lett . "Installazione delle Madri"), è descritto in Devi Gita, parte di Devi Bhagavata Purana. Implica l'installazione dei poteri delle Matrika - come lettere dell'alfabeto - nel proprio corpo, "sentendo la divinità venerata in diverse parti del corpo" come testa, viso, ano e gambe e recitando un mantra. L'Hrillekha-matrika-nyasa, una forma più specializzata di Matrika-nyasa, combina l'impianto del "set più potente di tutte le lettere (Matrika)" con la sillaba seme Hrīṃ della dea Bhuvaneshvari .
Iscrizioni in pietra del culto tantrico delle Matrika si trovano a Gangadhar, nel Rajasthan (dal re Vishvavarman - 423 d.C., identificate come le prime prove epigrafiche del culto del Tantra); a Bihar (di Guptas   - V secolo) e a Deogarh, Uttar Pradesh (di Svāmibhaṭa - sesto secolo). L'iscrizione di Gangadhar si occupa della costruzione di un santuario di Chamunda e delle altre Matrika, "a cui partecipano le Dakini (demoni donne)" e rituali del culto tantrico quotidiano (Tantrobhuta ) come il rituale di Bali (offerta di grano).
Si dice che le otto Matrika risiedano nella seconda linea di bhupura nello Sri Chakra . Spesso sono allineate con gli Otto Bhairavas, come in Jňānārṇava Tantra. Lo Svacchaṇḍa Tantra (1.33) spiega che la funzione principale delle Matrika è quella di presiedere gli otto gruppi (Vargas) delle lettere dell'alfabeto Devanagari, mentre Brahmayāmala afferma che provengono dalle vocali.

### Rituali e obiettivi del culto
Natya Shastra (13.66) raccomanda una preghiera alle Matrikas prima di allestire il palco e prima delle esibizioni di danza. Indra dichiara, nel capitolo 90 di Devi Purana, che le Matrika sono le migliori tra tutte le divinità e che dovrebbero essere venerate in città, villaggi, città e scudi. Le Matrika devono essere venerate in tutte le occasioni con Navagraha (i nove pianeti) e i Dikpala ( Guardiani delle direzioni ) e di notte con la Dea.
Matsya Purana e Devi Purana prescrivono che i santuari Matrika dovrebbero essere rivolti a nord e collocati nella parte settentrionale di un complesso di templi. I templi delle Matrika sono stati trovati, risalenti al IV secolo, e da prove scritte si afferma che "devono esserci santuari impressionanti in tutto il subcontinente [indiano]". Sebbene Mandala e Chakra circolari siano menzionati nei testi religiosi, la maggior parte dei santuari esistenti sono di natura rettangolare. Pal ipotizza che i precedenti santuari circolari, che si aprono al cielo o sotto alberi fossero di materiale meno resistente, sono stati quindi sostituiti dai Guptas in pietra come santuari rettangolari.
La Devi Purana menziona le Matrika o Deva Shakti (poteri degli dei) come un gruppo di sette o più, che dovrebbero essere venerati per Mukti (liberazione) da tutti, ma in particolare i re per i poteri di dominio. Le Saptamatrika sono venerate per il "rinnovamento personale e spirituale" con Mukti come obiettivo finale, nonché per i poteri di controllo e governo e desideri terreni (Bhukti). Importanti anche gli stendardi delle Saptamatrika, che sono scolpiti fuori dalle grotte di Udayagiri. Questi striscioni sono chiamati "sorelle di Indra" nella Devi Purana. Il Purana li elenca come: cigno, toro, pavone, conchiglia, discus, elefante e scheletro - attributi delle Matrika. Si ritiene che un re che installa questi stendardi ottenga mukti e bhukti. Secondo la Nitisara, le Matrika hanno agito come Shakti tangibile del re e gli hanno conferito il potere di conquistare e governare.